# باسف
بي إيه إس إف (بالألمانية: Badische Anilin- und Sodafabrik) هي شركة كيميائية ألمانية متعددة الجنسيات وأكبر منتج للكيماويات في العالم. تضم مجموعة بي إيه إس إف شركات فرعية ومشاريع مشتركة في أكثر من 80 دولة وتدير ست مواقع إنتاج متكاملة و390 موقع إنتاج آخر في أوروبا وآسيا وأستراليا والأمريكيتين وأفريقيا. يقع مقرها الرئيسي في لودفيغسهافن في ألمانيا. المجموعة لديها عملاء في أكثر من 190 دولة وتورد منتجات لمجموعة متنوعة من الصناعات. على الرغم من حجمها ووجودها العالمي، لم تحظ المجموعة باهتمام عام كبير نسبيًا منذ أن تخلت عن تصنيع وبيع منتجات الإلكترونيات الاستهلاكية التي تحمل علامة بي إيه إس إف في التسعينيات.
بدأت الشركة كشركة مصنعة للأصباغ في عام 1865. وعمل فريتز هابر مع كارل بوش، أحد موظفيها، لاختراع عملية هابر-بوش بحلول عام 1912، وبعد ذلك نمت الشركة بسرعة. وفي عام 1925، اندمجت الشركة مع العديد من شركات الكيماويات الألمانية الأخرى لتصبح تكتل المواد الكيميائية اي جي فاربين. ستستمر اي جي فاربين في لعب دور رئيسي في اقتصاد ألمانيا النازية. وقد استخدمت على نطاق واسع العمل القسري والسخرة خلال الفترة النازية، وأنتجت مادة زيكلون بي الكيميائية سيئة السمعة المستخدمة في الهولوكوست. تم حل الشركة من قبل الحلفاء في عام 1945. وأعيد تشكيل بي إيه إس إف من بقايا اي جي فاربين في عام 1952. وكانت جزءًا من المعجزة الاقتصادية الألمانية، ومنذ ذلك الحين توسعت بشكل كبير. لقد تلقت انتقادات حديثة بسبب سجلها البيئي السيئ.[بحاجة لمصدر]
في نهاية عام 2019، كان لدى الشركة 117,628 موظفًا، منهم أكثر من 54,000 في ألمانيا. اعتبارًا من 2019، سجلت الشركة مبيعات بقيمة 59.3 يورو مليار. تعمل الشركة توسيع أنشطتها الدولية مع التركيز بشكل خاص على آسيا.
شركة بي إيه إس إف مدرجة في بورصة فرانكفورت، وبورصة لندن، وبورصة زيورخ. قامت الشركة بشطب ADR الخاص بها من بورصة نيويورك في سبتمبر 2007. الشركة هي أحد مكونات مؤشر سوق الأسهم يورو ستوكس 50.

## روابط خارجية
- باسف على موقع الموسوعة البريطانية (الإنجليزية)

## اقرأ أيضا
- ترومف (شركة)